# St Enoder
St Enoder est une paroisse civile des Cornouailles, en Angleterre.